# Sokoły Wolności Kurdystanu
Sokoły Wolności Kurdystanu (kurdyjski: Teyrêbazên Azadiya Kurdistan, TAK) – kurdyjska organizacja terrorystyczna.

## Historia
Sformowane zostały prawdopodobnie w 2004 roku. Zdaniem ekspertów powstały w wyniku rozłamu w Partii Pracujących Kurdystanu (PKK). Obecne relacje Sokołów Wolności Kurdystanu z PKK są niejasne. TAK bywa określana jako bojówka PKK, odłam PKK lub grupa z nią powiązana.
Celem formacji jest secesja i niepodległość Kurdystanu. TAK atakuje głównie cele związane z państwem tureckim.

## Najważniejsze ataki przeprowadzone przez grupę
- 16 lipca 2005 r. zamach przeciw turystom w Kuşadası[5]

- 22 czerwca 2006 r. zamach na funkcjonariuszy państwa tureckiego w Stambule[5]

- 28 sierpnia 2006 roku członkowie grupy przeprowadzili atak bombowy w kurorcie Antalya. Zginęły 3 osoby, a co najmniej 20 zostało rannych[6].

- 17 lutego 2016 roku w Ankarze Salih Necar zdetonował na sobie ładunek wybuchowy. W eksplozji zginęło 28 osób (w tym 26 żołnierzy), a 61 zostało rannych. Sokoły Wolności Kurdystanu przyznały się do zorganizowania zamachu[2].

- 13 marca 2016 roku terrorysta-samobójca zdetonował na sobie ładunek wybuchowy w centrum Ankary. Zginęło 37 osób, a 124 zostało rannych[7].

- 11 grudnia 2016 roku członkowie grupy przeprowadzili zamach bombowy w Stambule. Celem zamachu były tureckie siły porządkowe. W zamachu zginęło 38 osób, a 166 odniosło rany[4].

## Jako organizacja terrorystyczna
Figurują na liście organizacji terrorystycznych Unii Europejskiej.